# OScar (open source car)

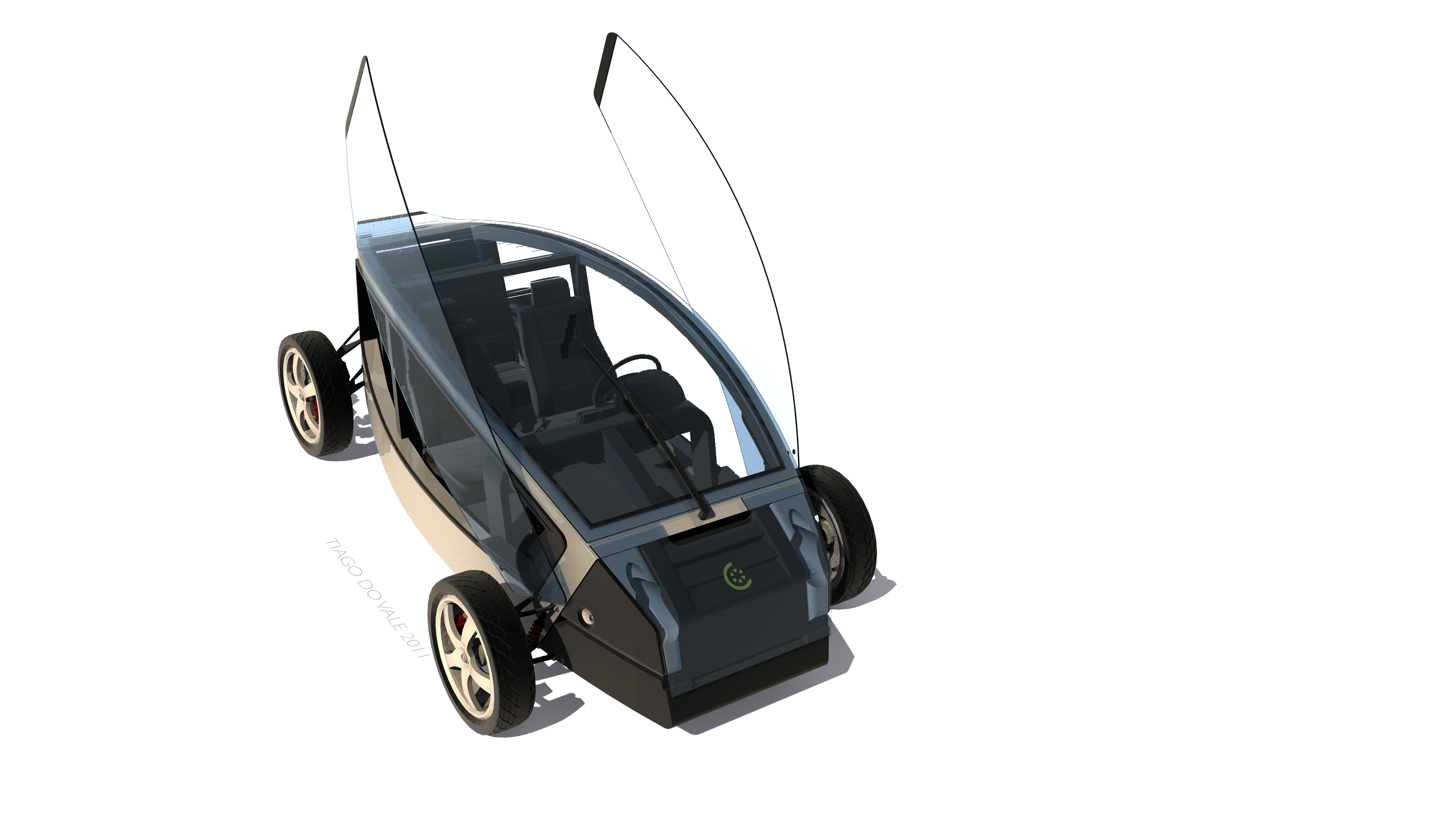
Design proposal — 4 wheeler

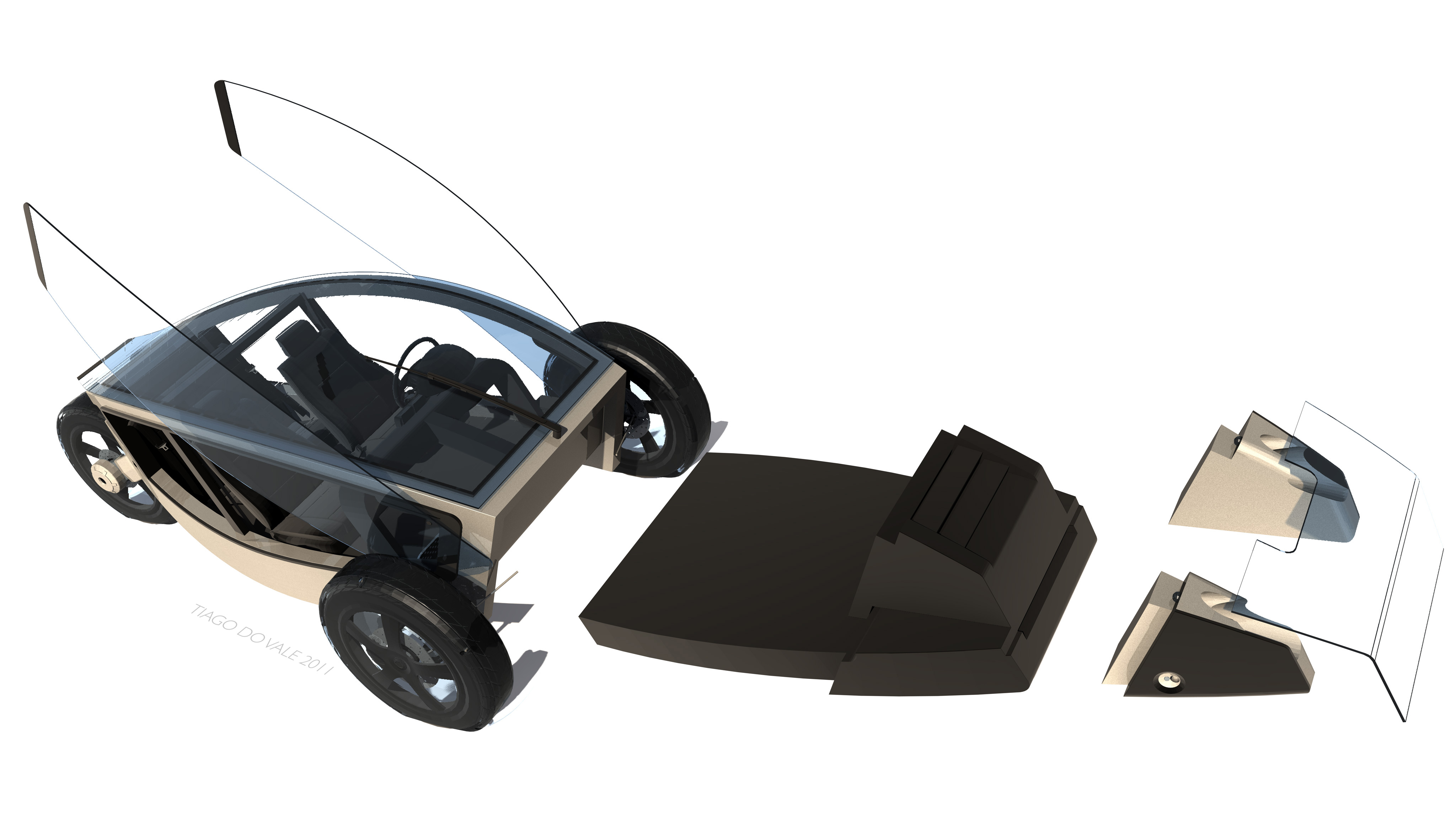
Exploded view — 3 wheeler

OScar — перша спроба створити повний дизайн автомобіля (в тому числі всіх типів: автобус, вантажівка та мотоцикл) з використанням принципів open source. Метою проєкту є виготовлення креслень, з використанням вільних CAD програм. Проєкт далекий від створення реального авто, але має це на меті. Проєкт OScar не має зіставлятися з компанією OSCar (тепер відома як Riversimple) заснована англійським інженером Hugo Spowers.

## Мета проєкту
Метою проєкту є не виготовлення повноцінного авто, але простої та функціональної основи, що відповідатиме загальній функції транспортування людини. Довгостроковою метою, також є, стандартизація запасних частин (шляхом open source) в противагу існуючому індустрійному підходу, в якому кожен виробник встановлює свої «брендові» стандарти, що створює невідкритість ринку запасних частин та монополію.
Одним з напрямків є розробка «екологічних» принципів в створенні авто.

## Подібні проєкти
- Local Motors та open source автомобільна компанія;
- Riversimple Urban Car;
- c, mm, n — данський проєкт розробки дружнього до навколишнього середовища авто з використанням open source принципів[1];
- OSCav — транспортний засіб на стиснутому повітрі[2];
- IHPA — проєкт розробки веломобілю[3];
- Open Source Green Vehicle — проєкт розробки дружнього до природи SUV з використанням open source принципів[4];
- EVProduction club — організація з wiki для розробки та виготовлення open source електромобілю та компонентів[5];
- Open Air Vehicle Project є некомерційною організацією з метою компіляції найкращого open source електромобілю. Названа Open Air, бо повітря надає більше свободи;
- Trev (two-seater renewable energy vehicle) — транспортний засіб на відновлюваній енергії для двох.